# Platypalpus maculifemur
Platypalpus maculifemur är en tvåvingeart som först beskrevs av de Meijere 1913.  Platypalpus maculifemur ingår i släktet Platypalpus och familjen puckeldansflugor. Inga underarter finns listade i Catalogue of Life.